# Tabakmanufaktur (Issy-les-Moulineaux)

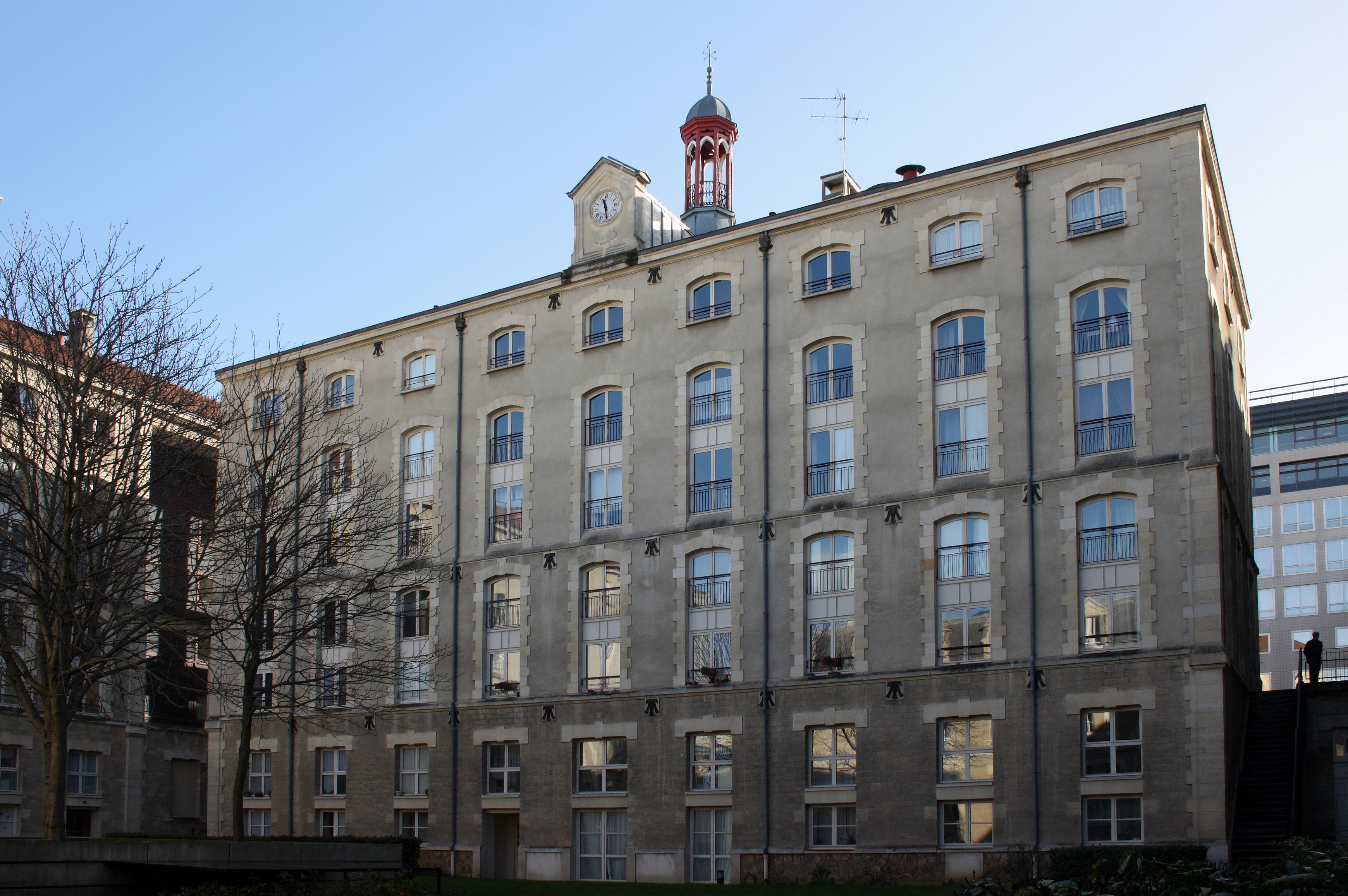
Ehemalige Tabakmanufaktur in Issy-les-Moulineaux

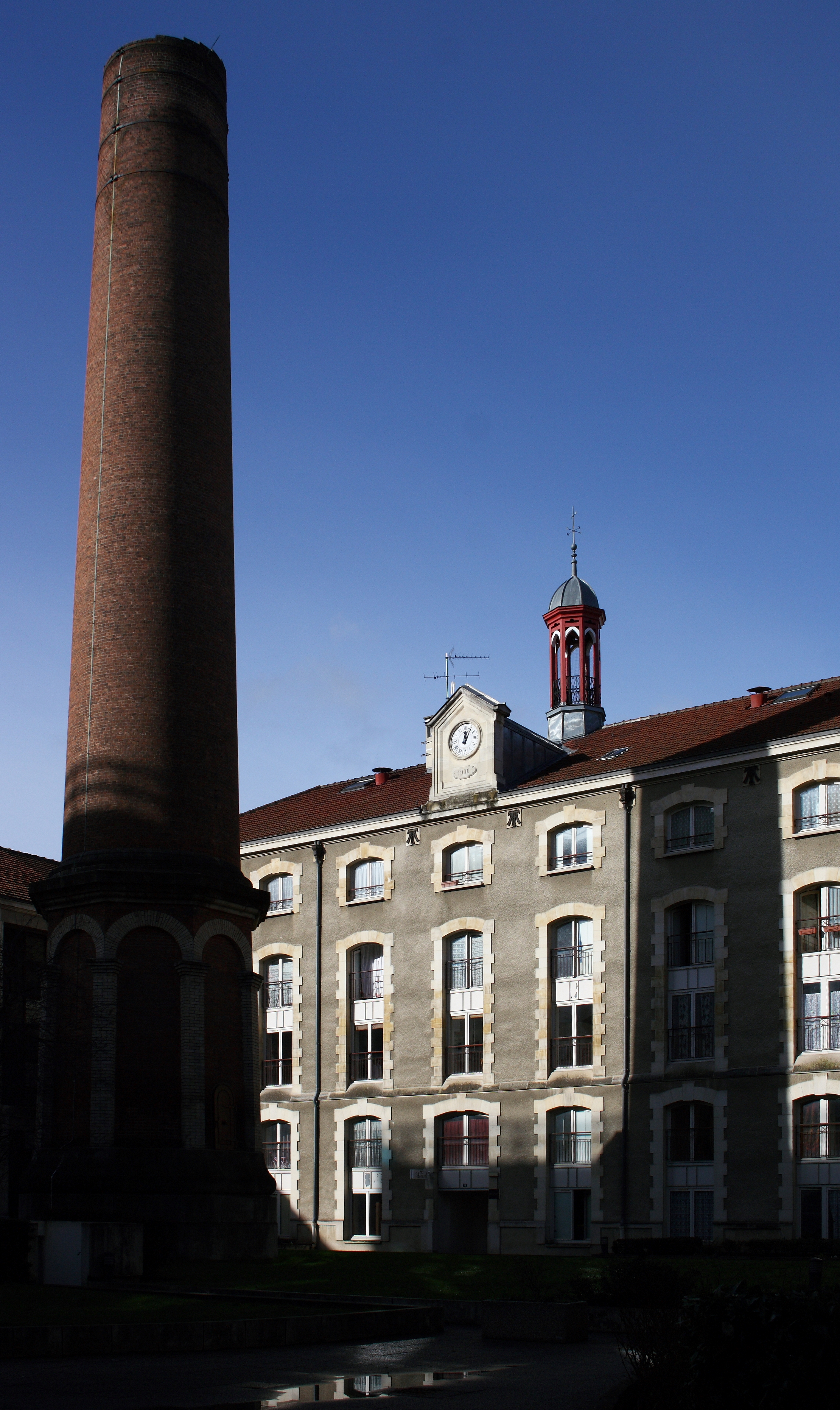
Ehemalige Tabakmanufaktur in Issy-les-Moulineaux

Die ehemalige Tabakmanufaktur in Issy-les-Moulineaux, einer Stadt im Département Hauts-de-Seine in der französischen Region Île-de-France, wurde zwischen 1900 und 1904 errichtet und war bis 1978 in Betrieb. 1984 wurde der Gebäudekomplex als Monument historique in die Liste der französischen Baudenkmäler aufgenommen. Heute sind dort Wohnungen, Büros und ein Restaurant eingerichtet.

## Geschichte

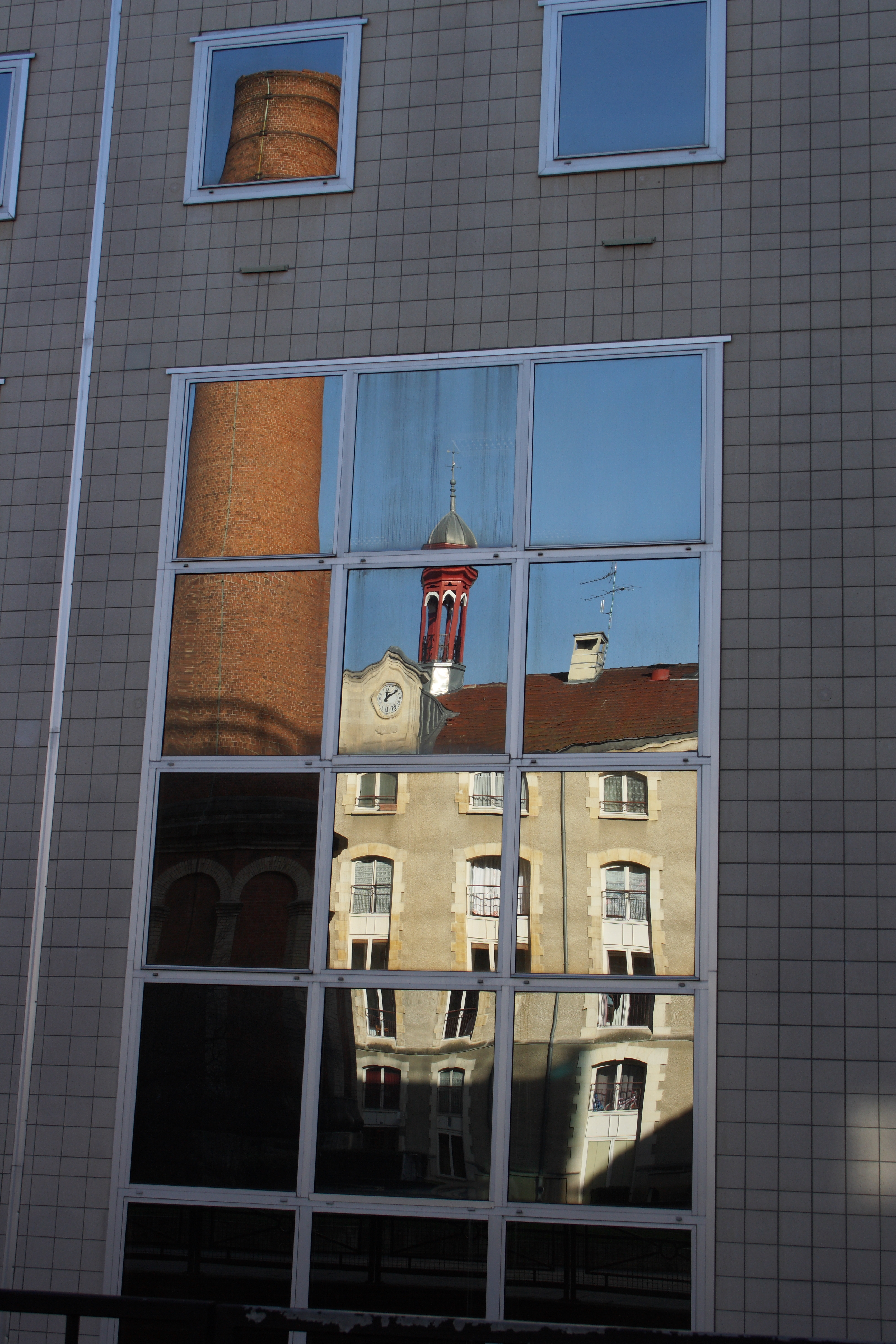
Spiegelung der Tabakmanufaktur in der Glasfassade des Neubaus an der Rue Maurice-Hartmann

Im Jahr 1900 beschloss die Direktion der staatlichen Tabakmanufakturen ihre Pariser Produktionsstätte, die im Viertel Gros-Caillou im 7. Arrondissement angesiedelt war, nach außerhalb der Stadt zu verlegen. Die alten Fabrikgebäude zwischen Quai d’Orsay und der Rue Surcouf wurden 1909 abgerissen. An ihrer Stelle errichtete die S.E.I.T.A. (Société nationale d’exploitation industrielle des tabacs et allumettes) ihre Hauptverwaltung. Von 1979 bis zum Jahr 2000 bestand in der Rue Surcouf das Museum Musée-Galerie de la Seita zur Geschichte des Tabaks.
Für den Bau der Fabrikgebäude erwarb man im südlich an das Stadtgebiet von Paris angrenzenden Vorort Issy-les-Moulineaux ein Grundstück, auf dem unter der Leitung des Ingenieurs Paul Berdin die neue Tabakmanufaktur errichtet wurde. Die Pläne stammten von Eugène Rolland (1812–1885), der unter Napoleon III. zum Direktor der staatlichen Manufakturen ernannt worden war und der bereits in der Mitte des 19. Jahrhunderts ein einheitliches Konzept für den Bau der im Besitz des französischen Staates befindlichen Produktionsstätten entwickelt hatte. Nach diesem Schema waren die Tabakmanufakturen von Straßburg (1848–1851) und Nantes (1861–1865) errichtet worden.
Die Tabakmanufaktur in Issy-les-Moulineaux wurde 1903 in Betrieb genommen. Mit neuen Maschinen steigerte sich die Produktion auf 500 Zigaretten in der Minute. 1905 vergrößerte man das Fabrikgelände und richtete eine Kinderkrippe ein. Die Tabakmanufaktur zählte zu Beginn über 1200 Beschäftigte, von denen zwei Drittel Frauen waren. In den 1920er Jahren verringerte sich die Produktion um die Hälfte. 1930 entstanden weitere Gebäude. 1936 hatte die Manufaktur nur noch 533 Beschäftigte, davon über 300 Frauen. Während des Zweiten Weltkrieges wurden zwei Gebäude durch Bomben zerstört, die 1954 wieder aufgebaut wurden. In den letzten Jahren ihres Bestehens wurden in Issy-les-Moulineaux vor allem Zigaretten der Marken Boyards, Marigny und Gitanes hergestellt. 1978 wurde die Produktion eingestellt. Gelegentlich diente die leerstehende Manufaktur als Filmkulisse. 1987 begann man mit der Umwandlung der Tabakmanufaktur in Wohnungen und Büros. Die ehemaligen Fabrikgebäude an der Rue Maurice-Hartmann und ein Wohnhaus an der Rue Michelet wurden abgerissen und an ihrer Stelle ein Neubau errichtet.

## Architektur

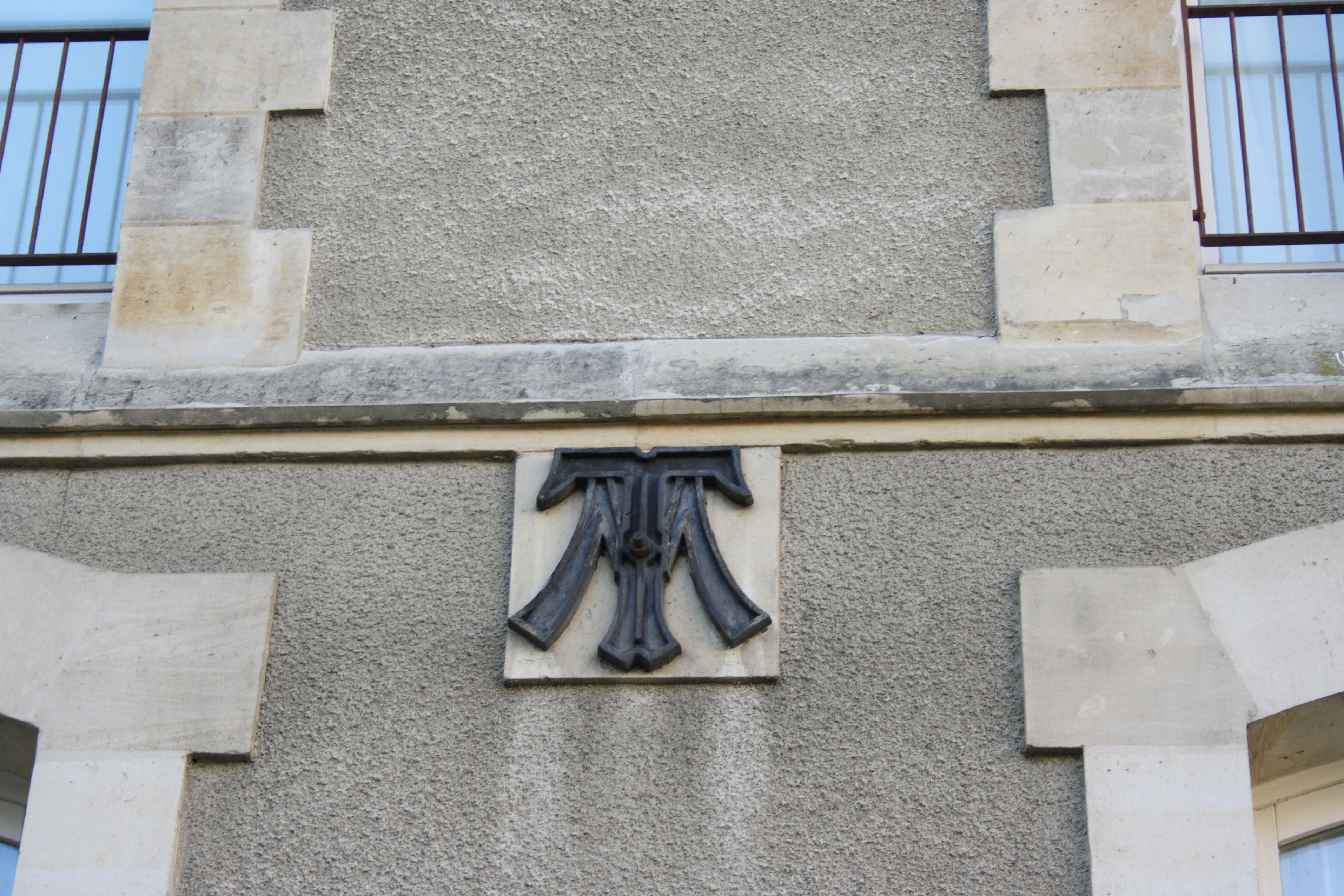
Monogramm MT

Der gesamte Gebäudekomplex erstreckt sich auf einer Fläche von 16.248 Quadratmetern. Er ist rechtwinklig angelegt und war ursprünglich von hohen Mauern umgeben. Zwei kleinere Pavillons flankieren den Haupteingang an der Rue Ernest Renan. Das ehemalige Direktionsgebäude ist zweistöckig und aus Naturstein errichtet. Die schmalen, dreistöckigen Fabrikgebäude sind in Ziegel ausgeführt, nur die Ecken und Fenstereinfassungen sind mit Natursteinen abgesetzt. Die einzelnen Bauten stehen isoliert, um das Übergreifen von Bränden zu verhindern. Teilweise sind sie durch Galerien auf der ersten und zweiten Etage miteinander verbunden. In der Mitte des zweiten Innenhofes, hinter dem zentralen Gebäude mit Glockenturm und Uhr, erhebt sich ein aus Ziegeln gemauerter Kamin, dessen Sockel mit Blendarkaden verziert ist. An den Fassaden der ehemaligen Fabrikgebäude erinnern die gusseisernen Monogramme MT an ihre ursprüngliche Nutzung.